# Tonezza del Cimone
Tonezza del Cimone is een gemeente in de Italiaanse provincie Vicenza (regio Veneto) en telt 610 inwoners (31-12-2004). De oppervlakte bedraagt 14,4 km², de bevolkingsdichtheid is 42 inwoners per km².

## Demografie
Tonezza del Cimone telt ongeveer 286 huishoudens. Het aantal inwoners daalde in de periode 1991-2001 met 6,4% volgens cijfers uit de tienjaarlijkse volkstellingen van ISTAT.
| Jaar | Inwoneraantal |
| ---- | ------------- |
| 1991 | 661           |
| 2001 | 619           |

## Geografie
De gemeente ligt op ongeveer 991 m boven zeeniveau.
Tonezza del Cimone grenst aan de volgende gemeenten: Arsiero, Lastebasse, Valdastico.